# Roccavaldina
Roccavaldina es una localidad italiana de la provincia de Mesina, región de Sicilia, con 1.199 habitantes.

Ubicación de la ciudad de Roccavaldina dentro de la provincia de Mesina.

## Evolución demográfica
| Gráfica de evolución demográfica de Roccavaldina entre 1861 y 2001 |
|                                                                    |
| Fuente ISTAT - Elaboración gráfica por parte de Wikipedia          |